# Heath (Alabama)
Heath es un pueblo ubicado en el condado de Covington en el estado estadounidense de Alabama. En el censo de 2000, su población era de 249.

## Demografía
En el 2000 la renta per cápita promedia del hogar era de $ 19.375$, y el ingreso promedio para una familia era de 35.833$. El ingreso per cápita para la localidad era de 14.325$. Los hombres tenían un ingreso per cápita de 24.583$ contra 15.893$ para las mujeres.

## Geografía
Heath está situado en 31°21′29″N 86°28′13″O / 31.35806, -86.47028 (31.358154, -86.470193).
Según la Oficina del Censo de los EE. UU., la ciudad tiene un área total de 0.91 millas cuadradas (2.36 km²).